# Newbury
Newbury városka West Berkshire-ben. Egyik nevezetessége, hogy a város szélén, az M4-es autópálya mellett található a Vodafone világközpontjának (Vodafone World Headquarters) irodaépület komplexuma, egy nagyszerű építészeti alkotás. A komplexum hét épületből áll, amelyek közepén művi lefolyású mesterséges dísztó található, illetve pázsit, bokor és virágágyások. Az uralkodó látvány az angol gyep, amelynek csíkosra és kétcentisre vágása központi kérdés Angliában.

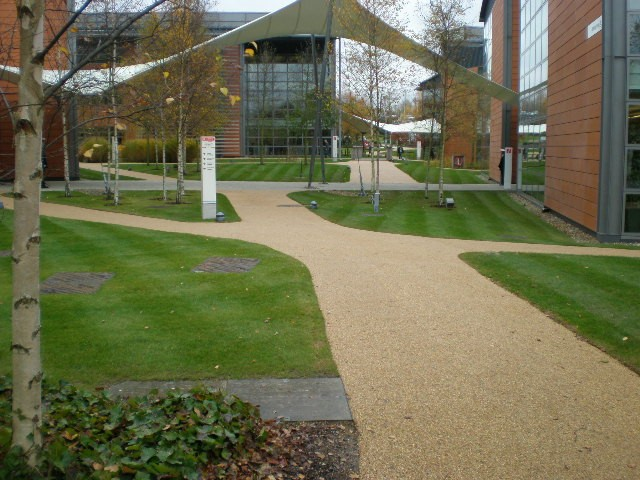
A Vodafone központ épületei és a köztük lévő park (2008)

Magyarországi partnervárosa: Kiskunfélegyháza.
2008. november 14-én itt járt II. Erzsébet brit királynő.
Fontos létesítménye a lóversenypálya. Külön érdekessége még a városnak, hogy itt található az Angliában ritka szabadtéri strandok (ezeket angolul lídónak hívják) egyike a Northcroft szabadidőközpontban . Télen a több mint százéves szabadtéri medence (outdoor swim) nincs nyitva. A strandon a rövid fűben vízisiklók (grass snakes) is tanyáznak, akikre vigyázni kell a felhívás szerint. Hatvan éven felüliek ingyen látogathatják a létesítményt, ahogy az idősek ingyen használhatják a buszokat is az angol városokban és a városok közti járatok egy részében.

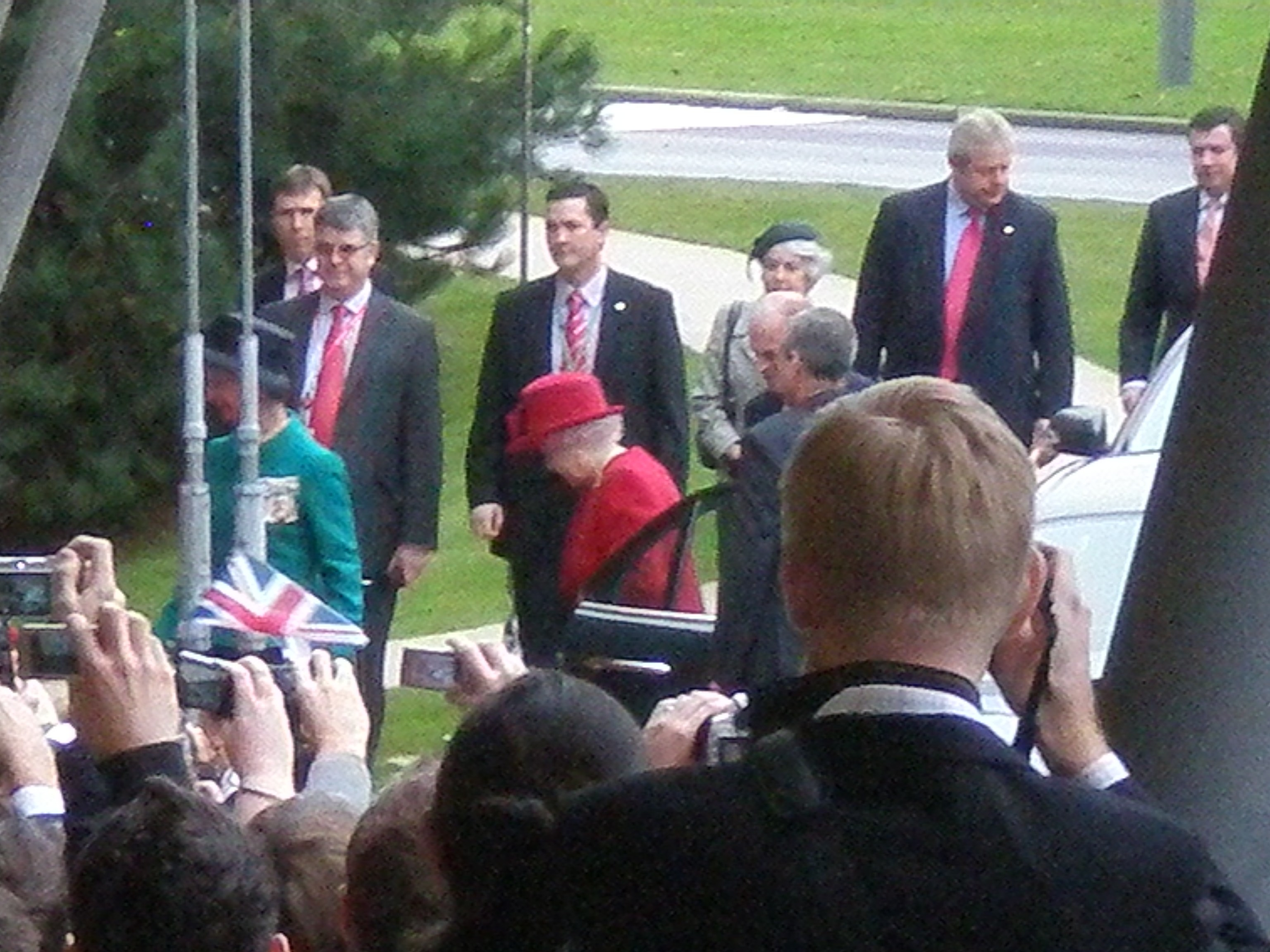
Az angol királynő a Vodafone világközpont főbejárata előtt (2008)

A Vodafone világközpont felépítésére vásárolt telek, hasonlóan más zöldmezős beruházásnál vásárolt telkekhez, olcsó, mezőgazdasági művelésre vagy építkezésre alkalmatlan terület volt (jelen esetben a talaj mészkő, amelybe oszlop alapokat kellett fúrni), aminek következtében néhány éve egy kiadós eső elmosta az irodák alsó szintjét és a parkot. A Vodafone többek közt a Formula–1 autóversenyeken a McLaren-Mercedes márka szponzora, amely versenyautó-istállóban versenyzik Lewis Hamilton, a világbajnok is.